# Ferdinand Keller (Altertumsforscher)

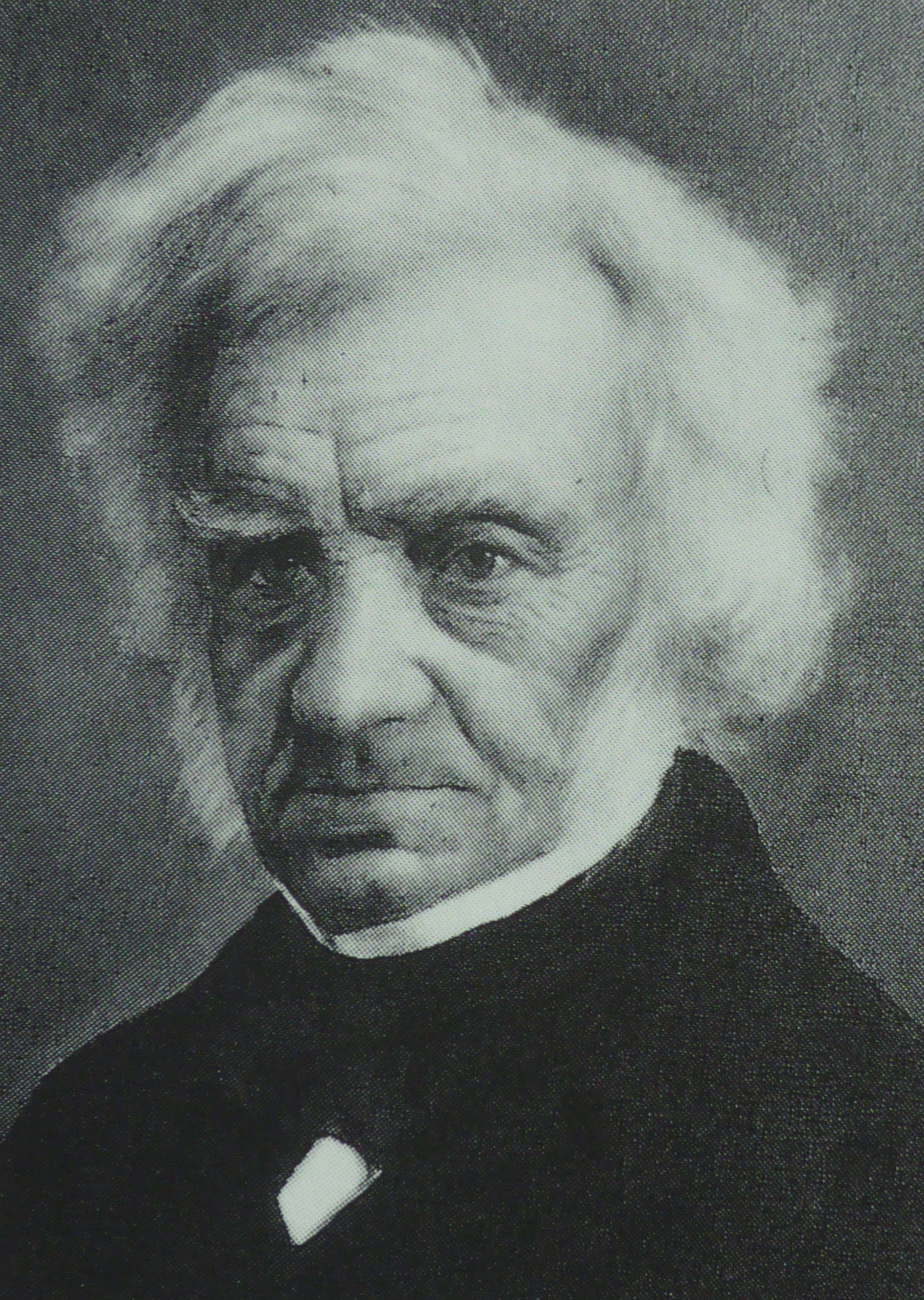
Ferdinand Keller

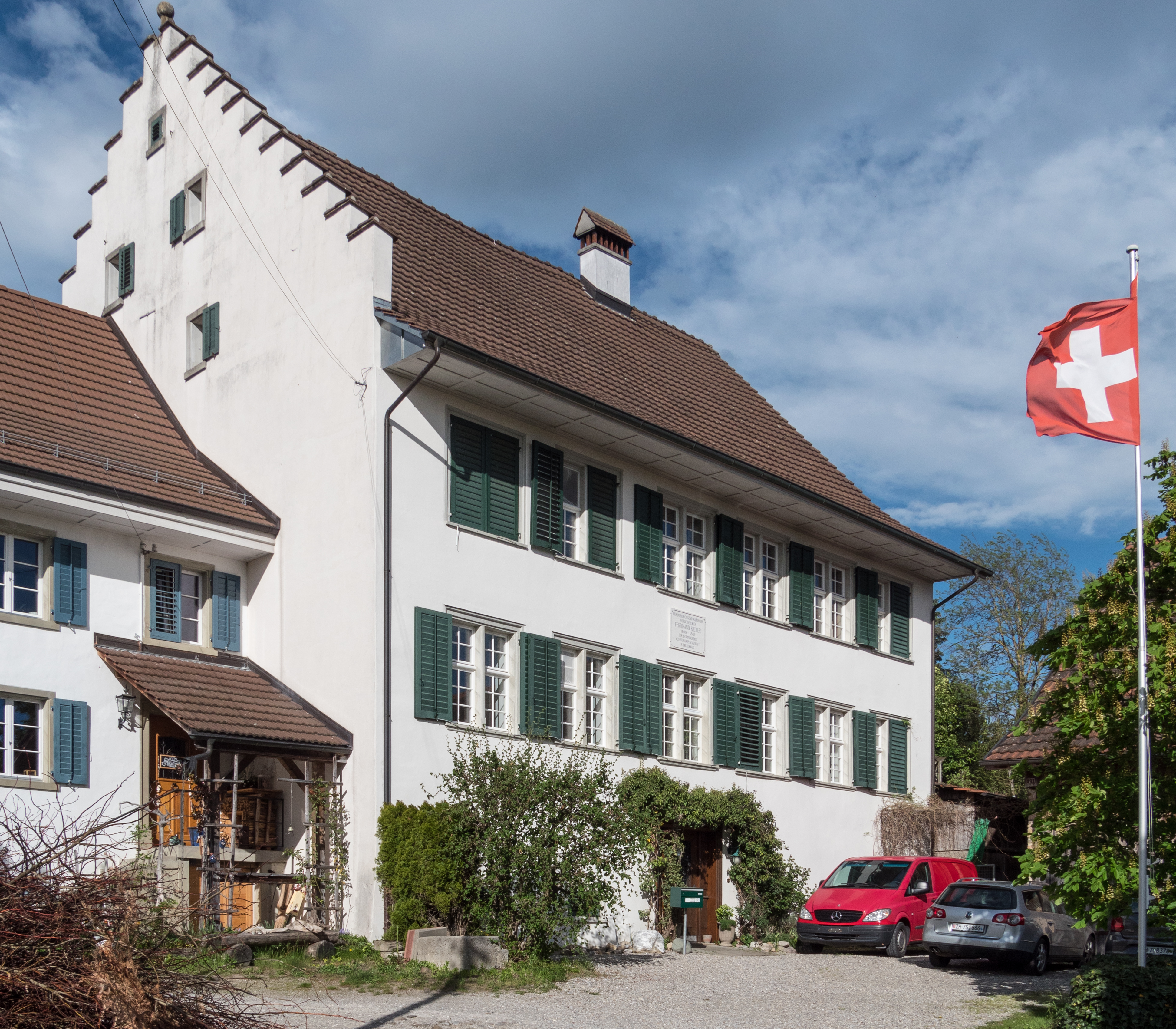
Ferdinand Kellers Geburtsort im Schloss Marthalen

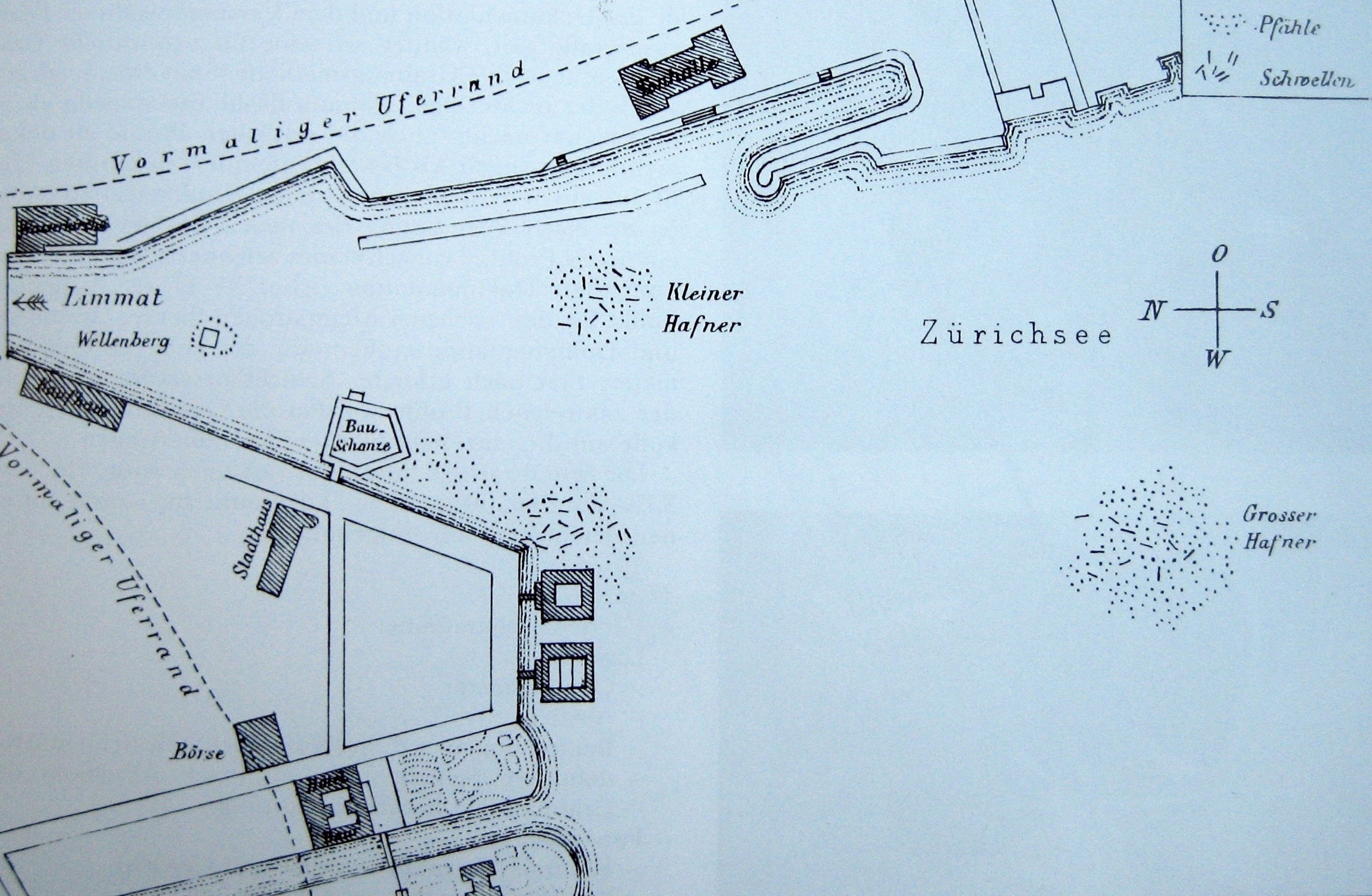
Ferdinand Kellers Planskizze der Pfahlfunde beim Grossen und Kleinen Hafner sowie der Siedlungsreste am Alpenquai und beim Bauschänzli am Zürichsee um 1868/1869

Ferdinand Keller (* 24. Dezember 1800 in Marthalen; † 21. Juli 1881 in Zürich) war ein Schweizer Archäologe und Altertumsforscher. Er begründete die urgeschichtliche Forschung in der Schweiz.

## Leben und Werk
Ferdinand Keller war der Sohn des Goldschmieds Heinrich Keller und seiner Frau Anna, geb. Hablützel. Er studierte Theologie mit Ordination. An der Sorbonne und am Collège Royal in Paris ging er 1826 naturwissenschaftlichen Studien nach. 1826–1831 war er Privatlehrer für Henry Danby Seymour in England und von 1831 bis 1834 war er Lehrer für englische Sprache am Technischen Institut (ab 1834 Industrieschule) in Zürich. Dann lebte er als Privatier. Keller gründete 1832 die Gesellschaft für vaterländische Alterthümer in Zürich, die spätere Antiquarische Gesellschaft in Zürich. 1847 verlieh ihm die Universität Zürich die Ehrendoktorwürde.
Im Winter 1853/1854 wurden aufgrund des aussergewöhnlich tiefen Wasserstandes an verschiedenen Seen des schweizerischen Mittellandes Hafenanlagen erweitert und Versuche zur Landgewinnung unternommen. Bei diesen Arbeiten stiess man in Meilen (Fundstätte Meilen-Rorenhaab) am Zürichsee auf Reste von Holzpfählen, Keramik, Knochen und weiteren Siedlungsresten. Ferdinand Keller entwickelte basierend auf diesen Funden seine Theorie von prähistorischen Pfahlbauten, die im Wasser der Uferzonen standen. Dies führte zu einem eigentlichen Pfahlbaufieber und zur Entdeckung von Dutzenden Pfahlbausiedlungen an den Seen des Schweizer Mittellandes und am Bodensee in den folgenden Jahrzehnten. Keller gab wesentliche Anregungen zu den Ausgrabungen in Vindonissa, die unter anderem dazu führten, dass Heinrich Meyer im Jahr 1853 erstmals die Geschichte der 11. und 21. römischen Legion verfasste.
In den späten 1860er Jahren wurden bei Ausbaggerungen im Zusammenhang mit dem Bau der Seequaianlagen verschiedene prähistorische Siedlungen in der Stadt Zürich – Kleiner und Grosser Hafner sowie beim Bauschänzli und Alpenquai – entdeckt und vermutlich 1868/1869 von Ferdinand Keller dokumentiert. Er schreibt 1872 in seinem Bericht an die Antiquarische Gesellschaft in Zürich: «Als eine freundliche Vergünstigung betrachteten wir die Erlaubnis, dass die Maschine (Bagger) etwa zwei Tage lang auf dem grossen Hafner sich bewegen durfte, um daselbst tiefe Furchen zu ziehen.» Seine 1879 publizierte Profilskizze des Seegrundes zeigt von oben nach unten eine 45 Zentimeter dicke Steinschicht, Kulturschicht (15 cm) sowie Sand, Schlamm und Lehm. Keller verwies auf eine Vielzahl von im Seegrund liegenden Pfählen. Weitere Untersuchungen folgten in geringem Umfang um das Jahr 1883, wobei über 50 Bronze- und mehr als 100 Steinbeilklingen zum Vorschein gekommen sein sollen (die Mehrzahl der Funde ging verloren).
Mit seiner Pfahlbautheorie wurde Keller auf archäologischem Gebiet international berühmt. Seine ursprüngliche Theorie mit ihren ausschliesslich auf Pfählen im Wasser errichteten Bauten wurde inzwischen durch den Begriff der Feuchtbodensiedlungen ergänzt.
Ferdinand Keller war Ehrenmitglied der Berliner Gesellschaft für Anthropologie, Ethnologie und Urgeschichte sowie seit 1880 korrespondierendes Mitglied der Preußischen Akademie der Wissenschaften. Er publizierte zahlreiche Schriften, insbesondere in den Mitteilungen der Antiquarischen Gesellschaft in Zürich.

## Schriften (Auswahl)
- Das Panorama von Zürich. Schilderung der in Zürichs Umgebungen sichtbaren Gebirge, nebst Beschreibung der im Jahr 1837 ausgeführten Ersteigung des Tödiberges. Orell, Füssli und Compagnie, Zürich 1840.
- Die keltischen Pfahlbauten in den Schweizerseen. In: Mittheilungen der Antiquarischen Gesellschaft in Zürich. IX (1853–1856), S. 65–113, online auf: e-rara.ch (Plattform für digitalisierte Drucke aus Schweizer Bibliotheken).
- Der Einfall der Sarazenen in die Schweiz um die Mitte des 10. Jahrhunderts. In: Mittheilungen der Antiquarischen Gesellschaft in Zürich. XII (1856–1857), online auf: e-rara.ch
- Archäologische Karten von Zürich und der Ostschweiz - online auf: e-rara.ch
- The Lake Dwellings of Switzerland, and Other Parts of Europe. London 1866 Digitalisat.